# Хендрикс (Минесота)
Хендрикс (енгл. Hendricks) град је у америчкој савезној држави Минесота.

## Демографија
По попису из 2010. године број становника је 713, што је 12 (-1,7%) становника мање него 2000. године.
| Група             | 2000.       | 2010.       |
| Белци             | 722 (99,6%) | 701 (98,3%) |
| Афроамериканци    | 0 (0,0%)    | 1 (0,1%)    |
| Азијати           | 3 (0,4%)    | 0 (0,0%)    |
| Хиспаноамериканци | 0 (0,0%)    | 8 (1,1%)    |
| Укупно            | 725         | 713         |